# Anthodon
Anthodon es un género de plantas pertenecientes a la familia Celastraceae. Comprende 32 especies descritas y de estas, solo 4 aceptadas. Es un género Neotropical.

## Descripción
Son lianas, con las ramas oscuras, cilíndricas, cenicientas, las ramillas generalmente opuestas, alargadas, delgadas. Hojas opuestas o subopuestas, pecioladas. Las inflorescencias axilares, en pedúnculos, cimosa, dicotómicamente ramificadas. Flores hermafroditas, emparejado o ternadas en el ápice de la inflorescencia en ramillas finales o solitarias, pediceladas; sépalos 5, pétalos 5, imbricados,  aserrados en los márgenes. Frutos de 3 aplanados mericarpos capsulares, con 8-14 semillas  por mericarpo, estrechamente imbricadas, que se fijarán por un ala basal, membranosa.

## Taxonomía
El género fue descrito por  Ruiz & Pav. y publicado en Flora Peruviana, et Chilensis 1: 45. 1798. La especie tipo es: Anthodon decussatum Ruiz & Pav.	

## Especies aceptadas
A continuación se brinda un listado de las especies del género Anthodon aceptadas hasta julio de 2011, ordenadas alfabéticamente. Para cada una se indica el nombre binomial seguido del autor, abreviado según las convenciones y usos.
- Anthodon decussatum Ruiz & Pav.
- Anthodon panamensis A.C.Sm.
- Anthodon selloanum Schult.
- Anthodon trinerve (Spreng.) Schult.